# Drienov
Drienov (em húngaro: Somos) é um município da Eslováquia, situado no distrito de  Prešov, na região de Prešov. Tem 20,27 km² de área e sua população em 2018 foi estimada em 2.221 habitantes.

## História
Nos registros históricos a vila de Drienov é mencionada pela primeira vez no ano de 1284 da era cristã.

## Geografia
Está localizado na região de Prešovský, diretamente ao norte de Košice seguindo o rio Torysa entre os distritos de Prešov e Košice, na microrregião de Dolnotoryšský.
O município está situado em uma altitude média de 226 metros e possui uma área de  20.267 km².

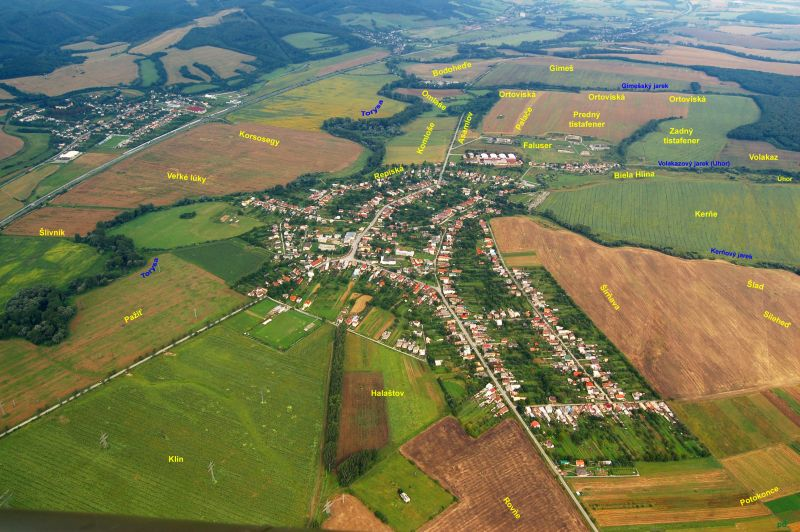
Vista aérea de Drienov com suas localidades.

## Demografia
| Ano:        | 1994 | 2004    | 2014   | 2024   |
| ----------- | ---- | ------- | ------ | ------ |
| Broj ljudi: | 1843 | 2099    | 2160   | 2275   |
| Razlika:    |      | +13,89% | +2,90% | +5,32% |

| Ano:               | 2023 | 2024   |
| ------------------ | ---- | ------ |
| Número de pessoas: | 2256 | 2275   |
| Diferença:         |      | +0,84% |

## Ligações Externas
- «"Prefeitura de Drienov (em Eslovaco)"»